# Podeni, Vâlcea
Podeni este un sat în comuna Perișani din județul Vâlcea, Muntenia, România.
Provine din limba slavonă referindu-se la un pod[1]. Prima atestare documentară este în anul 1505 din timpul lui Radu cel Mare, care întărește lui jupan Badea din Șuici, mai multe terenuri și munți. „ și Podeanii toți și cu muntele care se cheamă Podeanii”[2].
Dintr-o scurtă analiză a textelor prezentare reiese faptul că proprietatea era deținută în cadrul familiilor, a neamurilor sau a cetelor. Schimburile de proprietăți și vânzările se fac în general cu deținători de pământuri din zona Loviștei (de exemplu, Boișoara) sau din zonele alăturate (Rădăcinești, Sălătruc, Șuici). Totuși, ponderea cea mai mare a proprietarilor pare să vină din zona Argeșului, ceea ce demonstrează legăturile vechi păstrate până astăzi de locuitorii acestei comune cu zona mai sus amintită.
În privința marilor domenii boierești sau mănăstirești, întâlnim câteva cazuri de sate situate în zona Văii Băiașului, la poalele masivului Cozia. Astfel, satul Băiașul trece în proprietatea marelui logofăt Teodor Rudeanu în timpul lui Mihai Viteazul, în cadrul curentului general de rumânizare a satelor de la sfârșitul sec al XVI-lea. Satul Pripoare devine bun al Schitului Cornet, după construcția acestuia de către marele boier Mareș Băjescu la 1666. Totuși, se menține vechea organizare obștească în alte sate, cum ar fi Mlăceniul și Spinul, care vor fi amintite în documente de judecată în următoarele secole. 
În privința locuitorilor, se pare că principala ocupație o reprezenta agricultura, mai precis creșterea animalelor. În privința obligațiilor față de domnie, pe lângă cele obișnuite (vama oilor, vama porcilor, albinăritul, găletăritul, etc..), mai era și cel de întreținere a drumurilor de legătură cu Transilvania și de supraveghere a frontierei.  
[1] Marinoiu, C. (2001), Toponimia Țării Loviștei, Editura Vestala, București,p.139

[2] D.R.H., B., Țara Românească (1500-1526), vol.II, p.90, documentul nr. 40
 Acest articol despre o localitate din județul Vâlcea este deocamdată un ciot. Puteți ajuta Wikipedia prin completarea lui.